# Franco Mastantuono
Franco Mastantuono (* 14. August 2007 in Azul) ist ein argentinischer Fußballspieler. Der Mittelfeldspieler debütierte im Januar 2024 im Alter von 16 Jahren bei River Plate und ist seit Juni 2025 Nationalspieler.

## Karriere

### Verein
Franco Mastantuono begann im Alter von drei Jahren mit dem Fußballspielen. Daneben spielte er als Kind Tennis und war in der nationalen Rangliste in den Top 10 seiner Altersklasse. 2017 wurde Mastantuono mit seinem Verein River de Azul Stadtmeister und spielte gegen River Plate. River Plate wollte den jungen Mittelfeldspieler in seine Akademie holen, doch die Eltern lehnten mit Verweis auf seine Tenniskarriere ab. Stattdessen ging er ein Jahr später zunächst zum Club Cemento. Ende 2019 konnte ihn River Plate von einem Wechsel in die Akademie überzeugen. Er machte nur ein Spiel für den Klub, bis die Liga aufgrund der COVID-19-Pandemie unterbrochen wurde.
Im August 2023 unterschrieb Mastantuono seinen ersten, zwei Jahre gültigen Profivertrag. Rund einen Monat später trainierte er zum ersten Mal im Profiteam unter Trainer Martín Demichelis.
Sein Profidebüt gab Mastantuono im Januar 2024 gegen die Argentinos Juniors als drittjüngster Debütant der Klubhistorie. In der Copa Argentina rund eine Woche später erzielte Mastantuono sein erstes Profitor, womit er Javier Saviola als jüngsten Torschützen des Klubs ablöste. Im Juni 2025 wechselte er für rund 63 Mio. € zu Real Madrid.

### Nationalmannschaft
Franco Mastantuono wurde 2023 im Alter von 15 Jahren von Pablo Aimar in die argentinische U-17-Nationalmannschaft nominiert. Durch seine guten Leistungen hatte er Mitte 2022 zudem bereits in der U-20-Nationalmannschaft mittrainiert.
Im Juni 2025 debütierte Mastantuono in der A-Nationalmannschaft beim 1:0-Erfolg beim Qualifikationsspiel zur Weltmeisterschaft 2026 gegen Chile, als er in der 83. Spielminute für Thiago Almada eingewechselt wurde und damit jüngster Debütant der Albiceleste wurde.

## Erfolge
River Plate
- Supercopa Argentina: 2023